# Broken Bells
Broken Bells es una banda de indie pop estadounidense formado por el artista-productor Brian Burton (más conocido como Danger Mouse) y James Mercer, vocalista y guitarrista de la banda de indie pop The Shins. Ellos obtuvieron el lugar No.40 dentro de las 105.7 canciones del 2014 en reactor 105.7 fm. Broken Bells componen y crean como un dúo, pero están unidos por una banda completa en el tour. La banda en vivo incluido Conor Oberst and the Mystic Valley Band incluyen Nate Walcott y Nik Freitas, y Jonathan Hischke y Dan Elkan, ambos exmiembros de Hella. Tras el éxito de su primer álbum homónimo, Broken Bells, Mercer y Burton han anunciado intenciones de grabar un seguimiento, y lanzaron un nuevo EP, Meyrin Fields, el 29 de marzo de 2011.

## Discografía

### Álbumes de estudio
- Broken Bells (2010)
- After the Disco (2014)
- Into The Blue (2022)

### EP
- Meyrin Fields (2011)

### Sencillos
- «The High Road» (2009)
- «The Ghost Inside» (2010)
- «October» (2010)
- «Vaporize» (2011)
- «Holding On for Life» (2013)
- «After the Disco» (2014)
- «Perfect World» (2014)
- «Leave It Alone» (2014)
- «Control» (2014)
- «Shelter» (2018)
- «Good Luck» (2019)[3]
- «Saturdays» (2022)